# 三崎希於子
三崎 希於子（みさき きよこ、1928年 - 没年不詳）は、昭和期に活動した漫才師、吉本新喜劇の女優。本名:不詳。

## 人物
初代ミスワカナの娘。幼少の頃は子役で関西歌舞伎、東京で新派の俳優などを経験。戦後、漫才師として技芸未熟であるにもかかわらず玉松一郎が無理やり大阪に呼び寄せ「3代目ミスワカナ」を襲名させコンビを組んだ。解消後は柳家雪江（林田五郎の相方）と10カ月ほどコンビを組むがそこも解消し1960年から吉本新喜劇に三崎希於子の名で参加。結婚を機会に九州に引退。一度かしまし娘の勧めで復帰し、浮世亭とん平と海乃ワカメの名でコンビを組んだが長続きせず引退しスナックなどを経営した。自動車事故で死去。没年・享年不詳。 娘が祇園で飲食店を経営していた。

## 映画出演
- のど自慢狂時代（1949年、大映）